# باشگاه فوتبال گلناون
باشگاه فوتبال گلناون یک باشگاه فوتبال نیمه حرفه‌ای ایرلند شمالی است که در لیگ برتر فوتبال ایرلند شمالی شرکت می‌کند. این باشگاه که در سال ۱۸۸۹ تأسیس شد، اهل لورگان است و مسابقات خانگی خود را در پارک مورنویو برگزار می‌کند. رنگ باشگاه آبی و سفید است. گری همیلتون از دسامبر ۲۰۱۱ و پس از استعفای مارتی کوئین، بازیکن/مدیر آبی‌های لرگان بوده است. رقیب سرسخت گلناون، پورتاداون است که مسابقات آنها به عنوان "دربی اولستر میانی" شناخته می‌شود.

## تاریخچه
گلناون اولین باشگاه استانی بود که عنوان قهرمانی لیگ ایرلند (۵۲–۱۹۵۱) و همچنین اولین باشگاه استانی را در لیگ و جام حذفی (۵۷–۱۹۵۶) کسب کرد. پیروزی دوم همچنین آنها را به اولین تیم ایرلند شمالی تبدیل کرد که وارد جام باشگاه‌های اروپا می‌شود. گلناون تعدادی بازیکن با استعداد و مشهور داشته است، مانند ویلبر کوش و جیمی جونز که در "سالهای شکوه" دهه پنجاه پیشتاز بودند. موفقیت دهه ۱۹۵۰ هنوز معیار باشگاه است؛ نزدیک‌ترین موفقیت باشگاه به دستیابی به موفقیت در لیگ از آن زمان در فصل ۹۴–۱۹۹۳ رخ داد، زمانی که گلناون با دو گل دیرهنگام در بازی پایانی قهرمان شد.
گلناون در طول دهه ۱۹۹۰ از عملکرد خوبی برخوردار بود، به طور مداوم به مقام‌های خوبی در لیگ دست یافت و چندین رقابت جام حذفی از جمله قهرمانی در جام ایرلند در سال‌های ۹۲–۱۹۹۱ و ۹۷–۱۹۹۶ را به دست آورد و در فصل‌های ۹۶–۱۹۹۵ و ۹۷–۱۹۹۶. گلناون در مسابقات جام حذفی ۹۶–۱۹۹۵ و ۹۸–۱۹۹۷ در برابر گلینتوران نایب قهرمان شد. پس از آن باشگاه در اوایل دهه ۲۰۰۰ از یک دوره نسبتاً ضعیف رنج برد که با سقوط به دسته دوم در فصل ۰۴–۲۰۰۳ لیگ ایرلند به اوج خود رسید. اگرچه آنها در فصل بعد صعود کرفتند، اما گلناون در ادامه دهه به تلاش برای ماندن در لیگ ادامه داد و مدیران متعددی مانند تری کوکرین، استفن مک‌براید و مارتی کوئین را پشت سر گذاشت. مک براید یک بازیکن بین‌المللی ایرلند شمالی و بازیکن محبوب گلناون در دهه‌های ۱۹۸۰ و ۱۹۹۰ بود، اما سلطنت او تنها هفت ماه طول کشید تا اینکه او از وظایف مدیریتی‌اش با گلناون در انتهای لیگ برتر ایرلند شمالی خلاص شد.
گری همیلتون مهاجم سابق پورتاداون و گلینتوران در دسامبر ۲۰۱۱ به عنوان بازیکن-مدیر منصوب شد و توانست این باشگاه را از سقوط در باقی مانده فصل ۱۲–۲۰۱۱ لیگ ایرلند هدایت کند. این عملکرد با کسب مقام نهم در فصل ۱۳–۲۰۱۲ دنبال شد. فصل ۱۴–۲۰۱۳ توسط بسیاری به عنوان یک فصل موفق مورد استقبال قرار گرفت، زیرا گلناون موفق به کسب رتبه ششم لیگ برتر شد و در جام حذفی ایرلند ۱۴–۲۰۱۳ که در آن گلناون در فینال، ۲–۱ بر بالیمنا یونایتد پیروز شد قهرمان شد.
به دنبال این قهرمانی در جام حذفی، فصل ۱۵–۲۰۱۴ نیز موفقیت‌آمیز بود. اگرچه گلناون در جام حذفی ایرلند عملکرد خوبی نداشت و در دور ششم به هارلند و وولف ولدرز تیم چمپیونشیپ ۱ باخت، اما یک دوره بسیار عالی متشکل از ۷ پیروزی متوالی باعث شد آبی‌های لورگان رقیب خود در اولستر میانی، پورتاداون را به مقام سوم لیگ برسانند، بنابراین حضور در اروپا را برای فصل ۱۵–۲۰۱۵ قطعی کردند.
فصل ۱۶–۲۰۱۵ فصل خوبی دیگر برای آبی‌های لرگان بود، و بار دیگر اروپا را در روز ماقبل آخر با کسب ۶۹ امتیاز، تضمین کرد. گلناون دومین قهرمانی جام حذفی ایرلند را در سه سال به دست آورد و در فینال لینفیلد دیوید هیلی را ۲–۰ شکست داد.
گلناون در فصل ۱۷–۲۰۱۶ موفقیت مشابهی نداشت. علیرغم امضای قرارداد با پدی مک‌کورت، وینگر سابق سلتیک و ایرلند شمالی، این باشگاه برای لیگ تلاش کرد و تنها توانست به مقام ششم دست یابد. اگرچه این باشگاه به نیمه نهایی جام اولستر میانی، جام اتحادیه و جام ایرلند رسید، اما در مجموع به ترتیب توسط وارن پوینت تاون، کریک رنجرز و کولیرین شکست خوردند. گلناون همچنین در فینال پلی‌آف لیگ اروپا شکست دردناکی را از بالیمنا یونایتد متحمل شد، بنابراین چهارمین سال متوالی صعود به اروپا را از دست داد.
علیرغم ناکامی در راهیابی به اروپا و مهاجرت زیاد بازیکنان در شروع فصل ۱۸–۲۰۱۷، جذب بازیکنانی مانند سمی کلینگان و اندرو میچل، با ظهور بابی برنز، به این معنی بود که گلناون دوباره در فرم ظاهر شد. یک بار دیگر سوم شد و به اروپا راه یافت. با این حال، تنها ظروف نقره‌ای که به آن دست یافت، جام اولستر میانی بود، زیرا از جام اتحادیه و جام ایرلند با شکست‌های شوکه کننده از آردز و لاکگل خارج شد.